# Deutsche Sektion der Theosophischen Gesellschaft

Theosophische Gesellschaft im Saal des Münchener Kongress 1907

Die Deutsche Sektion der Theosophischen Gesellschaft (DSdTG) ist eine theosophische Organisation und Teil der Theosophischen Gesellschaft Adyar (Adyar-TG).

## Gründung
Die DSdTG ging aus der Deutschen Theosophischen Gesellschaft hervor. Deren Mitglieder gründeten am 19. Oktober 1902 unter Anwesenheit von Annie Besant, der späteren Präsidentin der Adyar-TG, welche die von Henry Steel Olcott unterzeichnete Stiftungsurkunde überbrachte, in Berlin die DSdTG. Die Gesellschaft war direkt der Zentrale in Adyar unterstellt und zählte zu diesem Zeitpunkt etwa 100 Mitglieder. Auf Vorschlag von Wilhelm Hübbe Schleiden wurde Rudolf Steiner am 20. Oktober 1902 zum Generalsekretär gewählt. Steiners spätere Ehefrau Marie von Sievers wurde seine Sekretärin.

## Differenzen in der Lehre
Steiner sollte die zu dieser Zeit hinduistisch gefärbten Doktrinen der indisch ausgerichteten Adyar-TG in Deutschland verbreiten, so die Vorstellungen Annie Besants. Steiner suchte jedoch nach Übereinstimmungen der theosophischen Lehre mit abendländischen Traditionen und vor allem der deutschen Wissenschaft. Er drängte die indischen Formen immer weiter zurück und ersetzte sie durch deutsche Begriffe und abendländische Praxis. Vor allem hermetische, kabbalistische, neuplatonische und ab 1905 auch rosenkreuzerische Gedanken traten unter Steiner immer weiter in den Vordergrund der DSdTG. Diese Vorstellungen kamen wohl auch in den Lehren der Adyar-TG vor, stellten jedoch nur einen Teil des stark mit indischen Traditionen durchsetzten Adyar-Lehrgebäudes dar. 
Bereits nach kurzer Zeit entstanden durch diese unterschiedlichen Auslegungen die ersten Spannungen, sowohl zwischen Steiner und Besant, als auch innerhalb der DSdTG selbst. In der DSdTG bildeten sich zwei Lager, der größte Teil sympathisierte mit Steiner, ein kleinerer Rest scharte sich um den angesehenen Hübbe-Schleiden, der weiterhin Besant unterstützte. Ungeachtet dessen setzte Steiner seinen einmal eingeschlagenen Weg fort, und ab etwa 1907 verwarf er die Doktrinen der Adyar-TG praktisch völlig zugunsten seiner Lehre. Als der am 11. Januar 1911 von Besant proklamierte Messiaskult um Jiddu Krishnamurti und den Order of the Star of the East von Steiner abgelehnt wurde, vertiefte sich die Kluft noch weiter. 
Ein für September 1911 geplanter theosophischer Kongress in Genua, den Steiner als Bühne für seine Lehre zu nutzen beabsichtigte, wurde von Besant, die dies verhindern wollte, abgesagt. Am 16. Dezember 1911 gründete Steiner mit seinen Anhängern auf der Generalversammlung der DSdTG den „Bund für anthroposophische Arbeit“. Dieser war organisatorisch innerhalb der DSdTG angesiedelt und diente als Sammelpunkt der Steinerschen Anhänger in der Gesellschaft. Ab September 1912 fanden geheime Treffen im Rahmen des „Bundes für anthroposophische Arbeit“ mit dem Ziel der Trennung von Besant statt. Der Vorstand der DSdTG forderte schließlich am 8. Dezember 1912 im Sinne Steiners alle Mitglieder auf, aus dem „Order of the Star of the East“ auszutreten, ansonsten sie aus der Gesellschaft ausgeschlossen würden. Da diesem Orden von vornherein nur Teile der Besant-Anhänger rund um Hübbe-Schleiden beigetreten waren, kam dies einem Ausschluss der Besant-Anhänger gleich. Daran anschließend wurde am 11. Dezember 1912 Annie Besant in einem Telegramm zum Rücktritt aufgefordert. Daraufhin schloss diese in einem mit 14. Januar 1913 datierten Brief die DSdTG aus der Adyar-TG aus, indem sie die Stiftungsurkunde zurückzog. Das Schreiben traf am 7. März 1913 in Berlin ein, damit war die De-facto-Trennung auch de jure vollzogen.

## Trennung und Neugründung
Unter Federführung Steiners kam es am 28. Dezember 1912 zur Gründung der Anthroposophischen Gesellschaft, am 2. und 3. Februar 1913 fand die konstituierende Generalversammlung in Berlin statt und dieses Datum wurde seitdem als offizieller Gründungstag beibehalten. Der größte Teil der Mitglieder der DSdTG, rund 2400, ging mit Steiner zur Anthroposophischen Gesellschaft über. Wilhelm Hübbe Schleiden blieb Besant und damit der Adyar-TG treu, und diese autorisierte ihn durch eine neue Stiftungsurkunde zur Neugründung der DSdTG, welche nun streng den Doktrinen der Adyar-TG folgte. Die hervorragendsten Mitglieder waren jedoch mit Steiner gegangen, die neue Gesellschaft zählte nur mehr rund 320 Personen und kam nicht mehr richtig in Schwung. 
Nachdem Hübbe Schleiden anfangs provisorisch als Generalsekretär der neuen DSdTG fungierte, wurde im Mai 1913 Johannes Ludovicus Mathieu Lauweriks als ordentlicher Generalsekretär gewählt, Hübbe-Schleiden blieb jedoch die wichtigste Galionsfigur der verkleinerten Gesellschaft. Bereits 1914 kam es wegen Ausbruch des Ersten Weltkrieges zu deutsch-nationalen Protesten gegen den Holländer Lauweriks und dieser musste das Generalsekretariat an Sixtus von Kapff, einen deutschen Nervenarzt, abgeben. Nachdem Annie Besant Deutschland für den Ausbruch des Krieges verantwortlich gemacht hatte, häuften sich die Austritte aus der ohnehin durch die kriegsbedingten Ausfälle geschrumpften DSdTG. Mit Hübbe-Schleidens Tod am 17. Mai 1916 zerfiel dann auch die DSdTG.
Nach Kriegsende wiederbelebte Axel von Fielitz-Coniar (1888–1975) die DSdTG und leitete sie bis 1928 als Generalsekretär, dann übernahm Johannes Maria Verweyen dieses Amt. Nachdem Verweyen den Posten 1934 niedergelegt hatte, stand bis 1937 Eignolf von Roeder der DSdTG vor. 1937 bis 1945 durch die Gestapo verboten, konnte sich die Organisation nach Ende des Zweiten Weltkrieges nur langsam wieder konstituieren. Heutiger Sitz der Theosophischen Gesellschaft Adyar in Deutschland e. V. ist Berlin. Aktuell sind acht Logen in Betrieb – Berlin, Bremen, Düsseldorf, 2 × Hamburg, Hannover, Lebach und München.